# Selenocystis foliata
Selenocystis foliata is een soort in de taxonomische indeling van de Myzozoa, een stam van microscopische parasitaire dieren. Het organisme komt uit het geslacht Selenocystis en behoort tot de familie Selenidiidae. Selenocystis foliata werd in 1930 ontdekt door Ray.